# Desa Praibakul (administrativ by i Indonesien, lat -9,88, long 119,89)
Desa Praibakul är en administrativ by i Indonesien.   Den ligger i provinsen Nusa Tenggara Timur, i den södra delen av landet, 1 500 km öster om huvudstaden Jakarta. Desa Praibakul ligger på ön Pulau Sumba.